# Nieul-le-Dolent
Nieul-le-Dolent è un comune francese di 2 257 abitanti situato nel dipartimento della Vandea nella regione dei Paesi della Loira.

## Società

### Evoluzione demografica
Abitanti censiti